# Nahija
Nahija ( arapski: ناحية, turski: nahiye) je bila upravna jedinica Osmanskog Carstva, a danas postoji u Siriji, Jordanu i Iraku.
Za osmanske vladavine tijekom 15. stoljeća to je bila najmanja teritorijalna administativna jedinica, (okrug), ispod veće kaze, uobičajeno je imala po desetak sela (kasaba) s više od dvjesta kuća, grupiranih oko jednog većeg naselja ili gradića (čaršije).
U osmanskoj BiH ostale su stare granice župa tako da se granica nahije poklapala s granicom prijašnje župe.
Nahija je postojala kao upravna jedinica i u Kraljevini Crnoj Gori (Katunska, Riječka, Lješanska, Crmnička).